# Sīr Kūh
Sīr Kūh (persiska: سیر کوه) är en ort i Iran.   Den ligger i provinsen Kermanshah, i den nordvästra delen av landet, 400 km väster om huvudstaden Teheran. Sīr Kūh ligger 1 835 meter över havet och antalet invånare är 287.
Terrängen runt Sīr Kūh är kuperad.Runt Sīr Kūh är det ganska tätbefolkat, med 72 invånare per kvadratkilometer. Närmaste större samhälle är Karam Bast, 19,4 km sydväst om Sīr Kūh. Trakten runt Sīr Kūh består i huvudsak av gräsmarker.